# Drottning Sonja av Norge
Drottning Sonja av Norge, född Sonja Haraldsen den 4 juli 1937 i Oslo, Norge, är gemål till kung Harald V av Norge.
Hon är dotter till köpmannen Carl August Haraldsen (1889–1959) och hans hustru Dagny Ulrichsen (1898–1994). Hon gifte sig den 29 augusti 1968 i Oslo domkyrka med dåvarande kronprins Harald. Hon är sedan makens trontillträde 1991 drottning av Norge. Drottning Sonja och kung Harald har två barn, kronprins Haakon Magnus och prinsessan Märtha Louise.

## Galleri

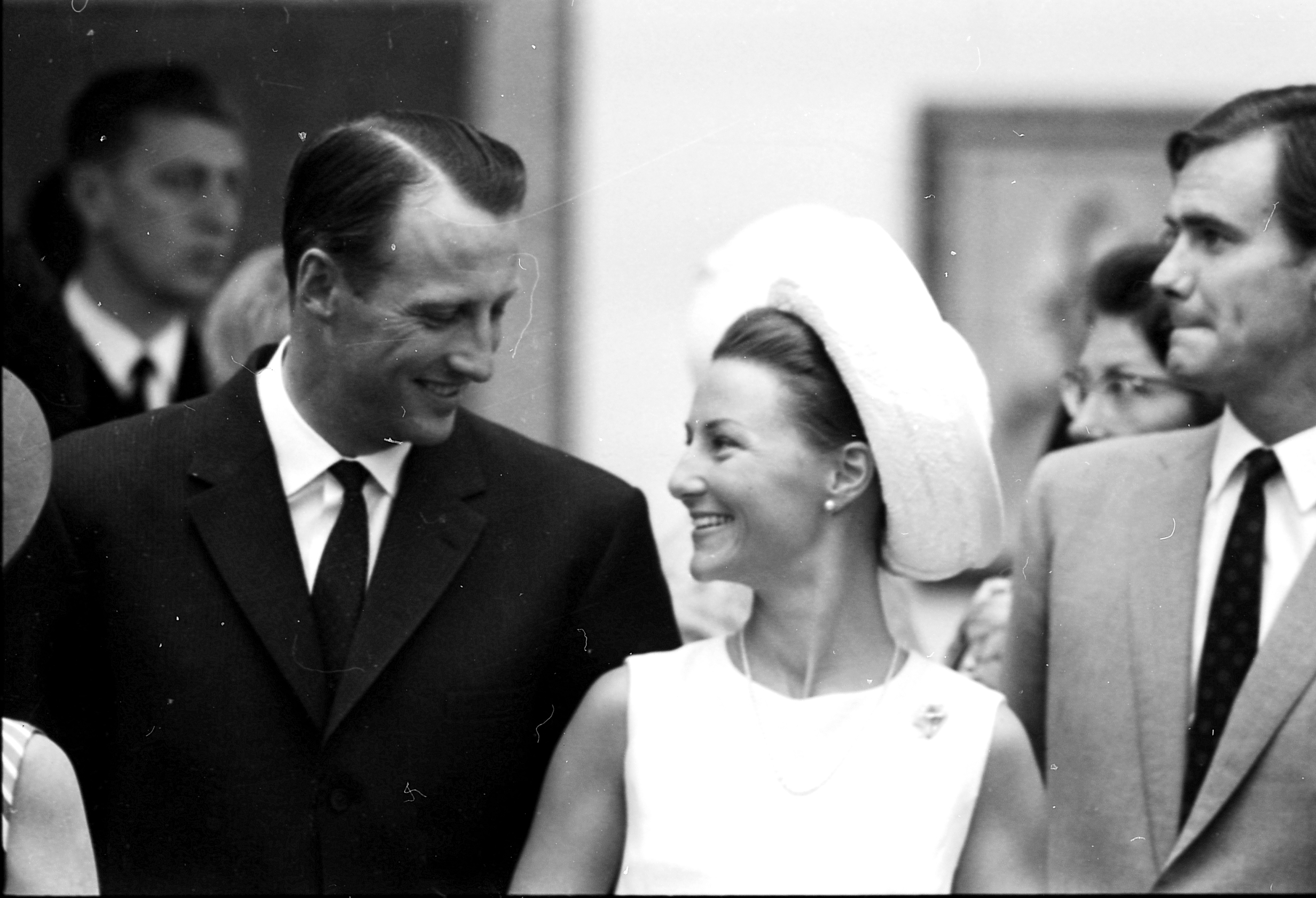
Kronprinsessan Sonja och kronprins Harald 1968.
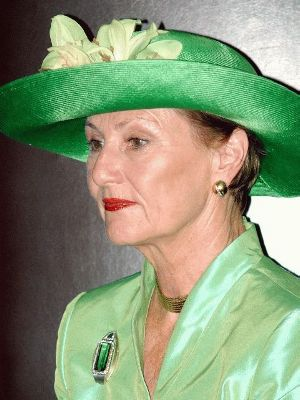
Drottning Sonja i Brasilien den 7 oktober 2003.
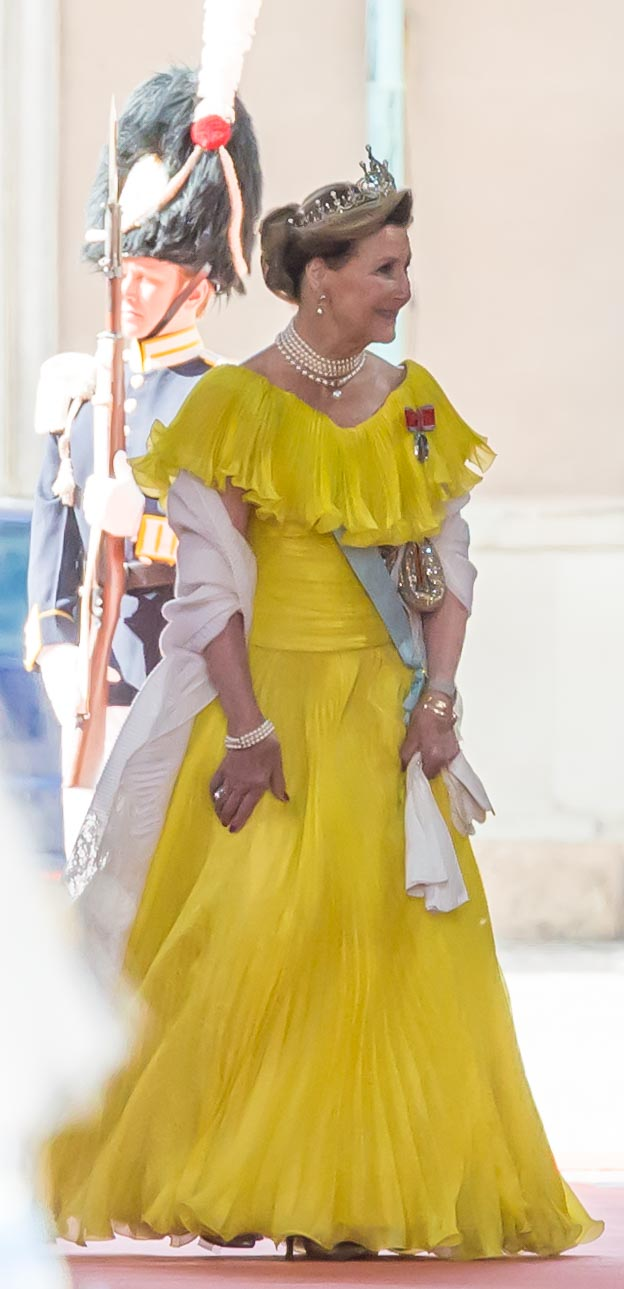
Drottning Sonja vid det svenska prinsbröllopet i Stockholm den 13 juni 2015.
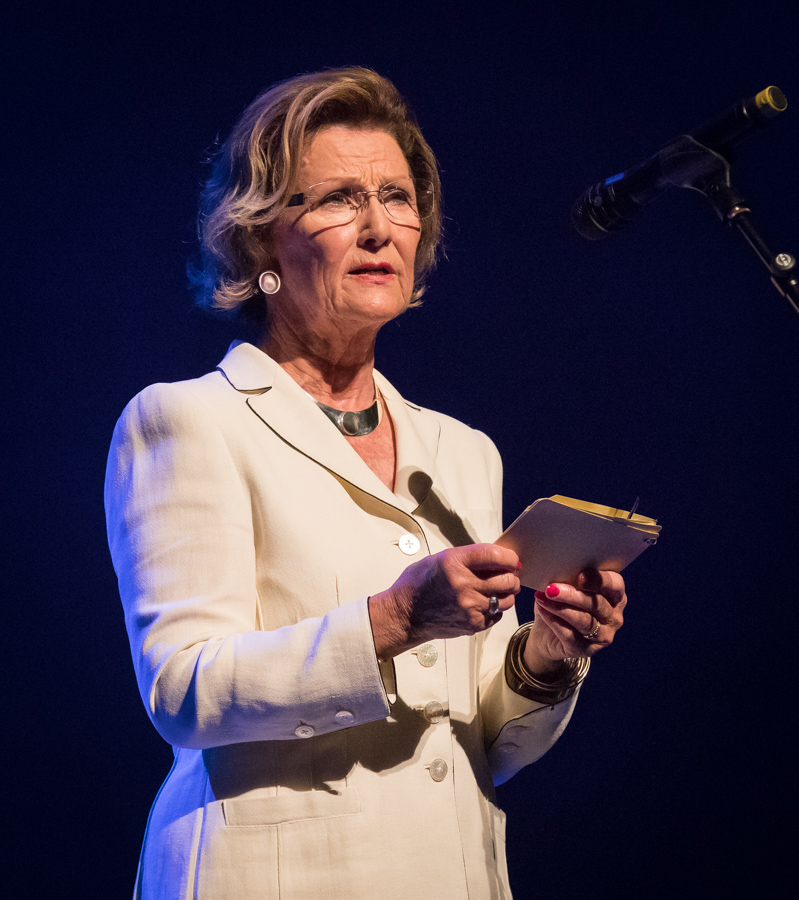
Drottning Sonja på jazzfestivalen i Oslo den 12 augusti 2017.